# USS Alvin C. Cockrell (DE-366)
USS Alvin C. Cockrell (DE-366) là một tàu hộ tống khu trục lớp John C. Butler từng phục vụ cùng Hải quân Hoa Kỳ trong Chiến tranh Thế giới thứ hai. Nó là chiếc tàu chiến duy nhất của Hải quân Hoa Kỳ được đặt cái tên này, theo tên Trung úy Thủy quân Lục chiến Alvin Chester Cockrell, Jr. (1918–1942), người từng phục vụ cùng Sư đoàn 1 Thủy quân Lục chiến tại quần đảo Solomon, đã tử trận tại Guadalcanal vào ngày 23 tháng 9, 1942 và được truy tặng Huân chương Chữ thập Hải quân. Nó đã phục vụ trong suốt Thế chiến II, được cho ngừng hoạt động sau khi xung đột chấm dứt vào năm 1946. Nó được huy động trở lại để tiếp tục phục vụ trong giai đoạn từ năm 1951 đến năm 1959, rồi phục vụ huấn luyện dự bị cho đến khi ngừng hoạt động vào năm 1968. Con tàu cuối cùng bị đánh chìm như một mục tiêu ngoài khơi California vào năm 1969.

## Thiết kế và chế tạo
Lớp John C. Butler được thiết kế nhằm đáp ứng nhu cầu một số lượng lớn nhưng rẻ tiền của một kiểu tàu hộ tống chống tàu ngầm để hộ tống các đoàn tàu vận tải vượt đại dương. Chúng có chiều dài chung 306 foot (93,3 m), mạn tàu rộng 36 foot 10 inch (11,2 m) và mớn nước 13 foot 4 inch (4,1 m), trọng lượng choán nước tiêu chuẩn 1.350 tấn Anh (1.372 t), và lên đến 1.745 tấn Anh (1.773 t) khi đầy tải, với một thủy thủ đoàn bao gồm 14 sĩ quan và 201 thủy thủ. Con tàu được vận hành bởi hai turbine hơi nước hộp số Westinghouse; hơi nước được cung cấp bởi hai nồi hơi "D" Express, tạo ra công suất 12.000 mã lực càng (8.900 kW) và cho phép đạt được tốc độ tối đa 24 hải lý trên giờ (44 km/h; 28 mph). Nó có tầm hoạt động 6.000 hải lý (11.000 km; 6.900 mi) ở tốc độ đường trường 12 hải lý trên giờ (22 km/h; 14 mph).
Dàn vũ khí chính bao gồm hai tháp pháo 5-inch/38 caliber đa dụng nòng đơn, được dẫn đường bởi hệ thống điều khiển hỏa lực Mark 51; vũ khí phòng không gồm hai khẩu đội Bofors 40 mm L/60 nòng đôi và mười khẩu Oerlikon 20 mm nòng đơn cũng được dẫn đường bởi hệ thống Mark 51. Ngoài ba ống phóng ngư lôi 21 inch (533 mm), vũ khí chống ngầm bao gồm hai đường ray thả mìn sâu, tám máy phóng mìn sâu K-gun cùng một dàn súng cối chống ngầm Hedgehog. Con tàu được trang bị sonar kiểu QC, radar dò tìm mặt biển SL và radar dò tìm không trung SA.
Alvin C. Cockrell được đặt lườn tại xưởng tàu của hãng Consolidated Steel Corporation ở Orange, Texas vào ngày 1 tháng 5, 1944. Nó được hạ thủy vào ngày 27 tháng 6, 1944, được đỡ đầu bởi bà James A. Perkins, chị của Trung úy Cockrell, và được cho nhập biên chế cùng Hải quân Hoa Kỳ vào ngày 7 tháng 8, 1944 dưới quyền chỉ huy của Hạm trưởng, Thiếu tá Hải quân Merrill M. Sanford.

## Lịch sử hoạt động

### Thế Chiến II

#### 1944
Sau khi được trang bị tại cảng Orange và tiếp tục được hoàn thiện tại xưởng tàu của hãng Todd-Galveston Shipbuilding, Inc. ở Galveston, Texas từ ngày 14 tháng 10, 1944, Alvin C. Cockrell lên đường vào ngày 25 tháng 10 để cùng tàu chị em French (DE-367) tiến hành việc chạy thử máy huấn luyện tại khu vực Bermuda, kéo dài từ ngày đến ngày 31 tháng 10, 29 tháng 11. Nó quay trở về Xưởng hải quân Boston ở Boston, Massachusetts để sửa chữa sau chạy thử máy, rồi lên đường vào ngày 10 tháng 12 để đi sang Norfolk, Virginia.
Được điều động sang khu vực Mặt trận Thái Bình Dương, nó khởi hành từ Norfolk vào ngày 15 tháng 12, hộ tống chiếc tàu vận chuyển tấn công Thomas Jefferson (APA-30) đi sang vùng kênh đào Panama, băng qua kênh đào vào ngày 20 tháng 12, và đi đến San Diego, California vào ngày 28 tháng 12. Con tàu tiếp tục hành trình hướng sang quần đảo Hawaii, đi đến Trân Châu Cảng vào ngày 7 tháng 1, 1945.

#### 1945
Trong mười ngày tiếp theo, Alvin C. Cockrell được sửa chữa cặp bên mạn tàu tiếp liệu khu trục Yosemite (AD-19), và thực hành huấn luyện tại vùng biển phụ cận Oahu. Nó lên đường vào ngày 17 tháng 1 để cùng Frenchhộ tống cho Đoàn tàu PD-256-T, bao gồm một tàu vận chuyển và năm tàu vận chuyển tấn công, đi sang quần đảo Marshall, đi đến Eniwetok vào ngày 25 tháng 1 và tiếp tục hộ tống đoàn tàu hướng đến Palau, cho tách ra chiếc Wharton (AP-7) để di chuyển độc lập đến Ulithi, rồi cùng phần còn lại của đoàn tàu đi đến Kossol Roads vào ngày 31 tháng 1.
Trong những tháng tiếp theo, Alvin C. Cockrell làm nhiệm vụ hộ tống các đoàn tàu vận tải đi lại giữa Eniwetok, Guam, Saipan, Ulithi và Kossel Roads, cũng như phục vụ tìm kiếm và giải cứu. Nó rời Ulithi lúc 10 giờ 08 phút ngày 23 tháng 2 để trợ giúp một chiếc Martin PBM-3D Mariner thuộc Liên đội Tuần tra Ném bom 22 bị hỏng động cơ và buộc phải đáp xuống biển. Sau khi đưa toàn bộ đội bay lên tàu, nó tìm cách kéo chiếc thủy phi cơ quay trở về Ulithi dưới sự trợ giúp của tàu hộ tống khu trục Manlove. Tuy nhiên dây cáp kéo bị đứt vào sáng ngày hôm sau, và mọi nỗ lực cứu hộ của nó và Manlove đều thất bại; chiếc thủy phi cơ PBM Mariner buộc phải bị đánh chìm bằng hải pháo.
Đang khi làm nhiệm vụ tuần tra lối ra vào cảng tại Apra Harbor, Guam vào ngày 22 tháng 3, lúc 15 giờ 40 phút, Alvin C. Cockrell được lệnh lên đường để tìm kiếm-giải cứu tại vị trí cách Orote Point 12 mi (19 km). Nó tìm thấy hai người trên một bè cứu sinh lúc 18 giờ 00 và vớt được cả hai lên tàu năm phút sau đó, chuyển họ sang một tàu tuần tra rồi quay trở lại nhiệm vụ. Đến tháng 6, tại Kossel Roads ở Palau, nó ra khơi để cùng tàu chị em Naifeh (DE-352) tìm kiếm một máy bay bị rơi trong khu vực trong suốt hai ngày 14 và 15 tháng 6, nhưng không có kết quả. Một hoạt động tìm kiếm tương tự tại khu vực Peleliu vào cuối tháng 7 cũng không phát hiện tung tích của máy bay hay đội bay.
Sang tháng 8, Alvin C. Cockrell hoạt động tại khu vực Palau nhằm canh phòng các hòn đảo còn do quân đội Nhật Bản chiếm đóng nhưng bị cô lập. Vào ngày 2 tháng 8, nó rời trạm tuần tra để vớt hai người trên một chiếc bè được máy bay tuần tra phát hiện. Đó lại là hai binh lính hoặc lao công Nhật Bản tìm cách thoát khỏi đảo Babelthuap với hy vọng được tàu bè  Đồng Minh cứu vớt. Con tàu đã chuyển họ về căn cứ và tiếp tục tuần tra.
Đến ngày 5 tháng 8, đang khi tuần tra chống tàu ngầm tại khu vực Peleliu-Angaur, Alvin C. Cockrell được lệnh đi hết tốc độ đến vị trí tàu tuần dương hạng nặng Indianapolis (CA-35) bị đánh chìm do trúng ngư lôi từ tàu ngầm Nhật Bản. Cùng tham gia vào hoạt động giải cứu còn có các tàu khu trục Madison (DD-425), Helm (DD-388) và Ralph Talbot (DD-390) cùng tàu chị em Dufilho (DE-423). Trong phạm vi tìm kiếm được phân công, nó chỉ tìm thấy hai bè cứu sinh rỗng cùng những thi thể người bị nạn vốn được mai táng trên biển sau đó. Việc tìm kiếm kết thúc lúc 06 giờ 22 phút ngày hôm sau, và con tàu quay trở về Peleliu. Nó vẫn đang hoạt động tại khu vực Palau khi Nhật Bản chấp nhận đầu hàng vào ngày 15 tháng 8, giúp chấm dứt vĩnh viễn cuộc xung đột.

#### Phục vụ chiếm đóng
Sau khi gia nhập Đội hộ tống 86 tại Ulithi vào ngày 19 tháng 8, Alvin C. Cockrell lên đường hướng sang Okinawa để làm nhiệm vụ cùng Đệ Tam hạm đội, và trình diện để phục vụ vào ngày 26 tháng 8. Nó rời vịnh Buckner vào ngày 9 tháng 9 trong thành phần Đơn vị Đặc nhiệm 36.5.2, bao gồm một tàu sân bay hạng nhẹ, một tàu sân bay hộ tống, một tàu đốc đổ bộ, hai tàu bệnh viện, một tàu tiếp liệu thủy phi cơ và một tàu cutter tuần duyên; ba tàu hộ tống khu trục (kể cả Alvin C. Cockrell) và ba tàu vận chuyển cao tốc hình thành nên lực lượng hộ tống. Đơn vị đặc nhiệm hướng sang Wakayama để giúp di tản tù binh chiến tranh Đồng Minh khỏi các trại tập trung, băng qua eo biển Kii và đi đến Wakayama vào ngày 11 tháng 9. Sau khi hoàn thành nhiệm vụ, nó được điều sang Lực lượng Đặc nhiệm 31 vào ngày 15 tháng 9.
Sau khi phải cơ động để né tránh cơn bão Ida càn quét qua khu vực trong các ngày 17 và 18 tháng 9, Alvin C. Cockrell phục vụ cùng ba tàu hộ tống khu trục khác trong thành phần bảo vệ cho các tàu sân bay hộ tống Makin Island (CVE-93) và Santee (CVE-29), khi chúng hỗ trợ cho hoạt động chiếm đóng từ ngày 24 đến ngày 26 tháng 9; trong những ngày này nó đã phá hủy hai quả thủy lôi trôi nổi trên biển. Không lâu sau đó nó cùng tàu chị em French (DE-367) lên đường vào ngày 7 tháng 10, tháp tùng tàu sân bay hộ tống Siboney để tham gia tìm kiếm một chiếc PBM Mariner bị mất tích trên biển. Trong số hành khách của chiếc thủy phi cơ có Chuẩn đô đốc William Sample, Tư lệnh đội Tàu sân bay 22. Việc tìm kiếm kéo dài cho đến ngày 17 tháng 10 mà hoàn toàn không có kết quả.
Sau khi chuyển đến Yokosuka, Alvin C. Cockrell rời cảng này vào ngày 24 tháng 10 trong thành phần hộ tống cho Siboney và Puget Sound (CVE-113) khi các tàu sân bay hộ tống hỗ trợ cho hoạt động chiếm đóng Nagoya. Nó quay trở lại Wakayama vào ngày 26 tháng 10, rồi lên đường vào ngày hôm sau để đi Yokosuka, đến nơi vào ngày 28 tháng 10. Trong tháng 11 và tháng 12, con tàu phục vụ như tàu liên lạc giữa Yokosuka, Kure và Wakayama, vận chuyển hành khách và thư tín giữa các cảng. Xen kẻ giữa các chuyến đi này, nó hoạt động cùng Siboney trong các ngày 10 và 11 tháng 11, khi chiếc tàu sân bay hộ tống thực hành tác xạ và huấn luyện bay.
Hoàn thành nhiệm vụ cùng Đệ Tam hạm đội vào ngày 2 tháng 1, 1946, lên đường quay trở về Hoa Kỳ. Nó ghé qua Trân Châu Cảng vào ngày 14 tháng 1 trước khi tiếp tục hành trình quay về vùng bờ Tây, đi đến San Francisco, California vào ngày 22 tháng 1. Nó được cho xuất biên chế vào ngày 2 tháng 7, 1946, và được đưa về Hạm đội Dự bị Thái Bình Dương, neo đậu tại San Diego, California.

### Chiến tranh Triều Tiên
Sau khi cuộc Chiến tranh Triều Tiên bùng nổ vào tháng 6, 1950, Alvin C. Cockrell được cho nhập biên chế trở lại vào ngày 27 tháng 6, 1951 dưới quyền chỉ huy của Hạm trưởng, Thiếu tá Hải quân Thomas R. Pearson. Nó được điều về Hải đội Hộ tống 3 và phục vụ trong suốt hai năm tiếp theo như một tàu huấn luyện cho Trường Sonar Hạm đội tại San Diego. Con tàu cũng tham gia các cuộc thực hành huấn luyện chống tàu ngầm, và phục vụ nư tàu liên lạc giữa San Diego và Long Beach, California.
Lên đường vào tháng 8, 1953 cho lượt biệt phái hoạt động đầu tiên sang khu vực Tây Thái Bình Dương kể từ sau Thế Chiến II, Alvin C. Cockrell đã phục vụ như tàu căn cứ tại Hong Kong trong ba tháng trước khi đi sang quần đảo Philippine để viếng thăm Căn cứ Hải quân Sangley Point và vịnh Subic. Nó cũng viếng thăm Bangkok, Thái Lan và hoạt động trong hai tuần tại vịnh Thái Lan để huấn luyện tác xạ và kỹ thuật cho thủy thủ của Hải quân Hoàng gia Thái Lan tại Căn cứ Hải quân Hoàng gia Sattahip. Quay trở về Hoa Kỳ ngang qua Guam, Midway và Trân Châu Cảng, nó về đến San Diego vào tháng 3, 1954 và tiếp tục hoạt động huấn luyện thường lệ trong thời bình cho đến mùa Thu năm 1955. Nó trải qua đợt đại tu tại Xưởng hải quân Long Beach trong tháng 3 và tháng 4, 1955, khi nó được cải biến để phục vụ trong vai trò soái hạm.

## Phần thưởng
Nguồn: Navsource Naval History
|  |             |  |
|  | Bronze star |  |

| Huân chương Chiến dịch Hoa Kỳ           | Huân chương Chiến dịch Châu Á-Thái Bình Dương                   | Huân chương Chiến thắng Thế Chiến II      |
| Huân chương Phục vụ Chiếm đóng Hải quân | Huân chương Phục vụ Phòng vệ Quốc gia với 1 Ngôi sao Chiến trận | Huân chương Viễn chinh Lực lượng Vũ trang |